# Ö
Ö, o ö, è una lettera dell'alfabeto latino, che rappresenta una vocale in estone, finlandese, svedese, lombardo,  genovese, islandese, careliano, azero, turco, tataro di Crimea, tedesco  e ungherese. In svedese, ö è anche una parola, significa "isola".
In queste lingue, corrisponde al fonema della vocale anteriore semichiusa arrotondata.

## Scrittura al computer
| Sistema operativo | Windows        | Windows        | macOS                           | Linux                                         |              |
| Risultato atteso  | Combinazione 1 | Combinazione 2 | Combinazione                    | Combinazione                                  | Combinazione |
| ----------------- | -------------- | -------------- | ------------------------------- | --------------------------------------------- | ------------ |
| ö                 | Alt + 0 2 4 6  | Alt + 1 4 8    | Alt ⌥ + U seguiti da O          | ⇧ Maiusc + Alt Gr + . seguiti da O            |              |
| Ö                 | Alt + 0 2 1 4  | Alt + 1 5 3    | Alt ⌥ + U seguiti da ⇧ Maiusc O | ⇧ Maiusc + Alt Gr + . seguiti da ⇧ Maiusc + O |              |

Sulla tastiera italiana sotto sistema operativo Microsoft Windows, si usa la combinazione di tasti con la tastiera numerica.